# Suis-Je Le Gardien De Mon Frère
Suis-Je Le Gardien De Mon Frère? is het tweede studioalbum van de Franse rapper Sefyu dat in mei 2008 werd uitgebracht door Because Music in samenwerking met het eigen label van Sefyu, G-Huit. Het album betekende een definitieve doorbraak voor de rapper.
De eerste single van het album was het nummer "Molotov IV". Dit nummer werd ook opgepikt door het Nederlandse rapcircuit. Op het album is onder meer samengewerkt met Kuamen, Joey Starr en ST4.
Suis-Je Le Gardien De Mon Frère? verkocht in de eerste week na zijn uitgifte 16.362 platen in Frankrijk. Daarmee verstootte hij Madonna met haar album Hard Candy van de eerste plaats in de Franse hitlijsten. Ook in Zwitserland verkocht het album redelijk goed, maar het kwam daar slechts op de 76ste plaats van de albumhitlijst.

## Tracklist
1. Intro: Sans plomb 93
2. Suis-je le gardien d’mon frere ?
3. Molotov 4
4. Le journal
5. 3eme guerre
6. Plus
7. My life (in samenwerking met Jessica Celious)
8. Seine Saint-Denis Style : Nouvelle serie (in samenwerking met Joey Starr)
9. Au pays du Zehef
10. C'est pas parce que
11. Attitude (in samenwerking met Kuamen, Suzax en Baba)
12. Sac de bonbons
13. Fait divers 2 (in samenwerking met RR, Baba)
14. Mon public
15. Haute Science (in samenwerking met ST4)
16. Vis ma vie (in samenwerking met Sana)
17. Zero

## Album in de hitlijsten
| Hitlijst (2008)              | Hoogste positie |
| ---------------------------- | --------------- |
| Vlag van Frankrijk           | 1               |
| European Top 100 Albums      | 16              |
| Belgische Ultratop 50 Albums | 22              |
| Vlag van Zwitserland         | 76              |